# Ťukalinsk
Ťukalinsk (rusky Тюка́линск) je město v Omské oblasti v Ruské federaci. Při sčítání lidu v roce 2010 měl přes jedenáct tisíc obyvatel.

## Poloha a doprava
Ťukalinsk leží v Západosibiřské rovina mezi tokem Išimu a Irtyše. Přímo přes něj protéká Ťukalka, zdrojnice Oši v povodí Irtyše.
Severně od města prochází dálnice R402 z Ťumeně přes Išim do Omsku. Nejbližší železniční stanice je na Transsibiřské magistrále v Nazyvajevsku vzdáleném přibližně osmdesát kilometrů jihozápadně.

## Dějiny
V roce 1759 zde vznikla poštovní stanice na trase tehdejšího sibiřského traktu. Byla pojmenována podle říčky a od roku 1763 označována Ťukalinskaja sloboda. K přejmenování na Ťukalinsk došlo v roce 1823, kdy obec poprvé získala status města. O ten v roce 1838 přišla a v roce 1878 jí byl dán znovu.
Význam města následně silně klesl vybudováním Transsibiřské magistrály (úsek Čeljabinsk–Omsk v roce 1896 a úsek Ťumeň–Omsk v roce 1913), která se městu zdaleka vyhnula.

### Rodáci
- Vladimir Petrovič Smorčkov (* 1980), vzpěrač